# Al-Fath (sura)
Al-Fath (La Vittoria) è la quarantottesima Sura del Corano, una sura medinese composta da 29 versetti. Il nome "Al-Fath" si riferisce alla vittoria ottenuta dai musulmani nella Conquista della Mecca, che è menzionata nella sura. Questa sura affronta vari temi, inclusi la vittoria divina, la pace, la fedeltà e la lealtà nei confronti di Allah e del Suo Profeta.

## Contenuto

### La Conquista di Mecca
Versetti 1-3: La sura inizia con l'elogio della vittoria ottenuta dai musulmani nella Conquista di Mecca. Si afferma che la vittoria è stata concessa da Allah e che i credenti devono lodare e ringraziare il loro Signore.

### La Pace e la Fedeltà
Versetti 4-5: Si esalta la pace e la fedeltà come valori fondamentali dell'Islam. Si invita i credenti a essere leali verso Allah e il Suo Profeta e ad adempiere ai loro giuramenti.

### L'Alleanza con Allah e il Suo Profeta
Versetti 6-10: Si tratta dell'alleanza stretta dai credenti con Allah e il Suo Profeta. Si promette loro la misericordia divina e la ricompensa nell'aldilà per la loro fedeltà e devozione.

### L'Ipocrisia degli Increduli
Versetti 11-14: Si affronta l'ipocrisia degli increduli che cercano di seminare discordia e destabilizzare la comunità musulmana. Si avverte che Allah conosce le loro intenzioni e che saranno sconfitti.

### La Preparazione per la Guerra Santa (Jihad)
Versetti 15-19: Viene esaltata la preparazione per la guerra santa (jihad) e la necessità di essere pronti a combattere per la causa di Allah. Si esorta i credenti alla determinazione e alla perseveranza nei confronti della lotta contro gli increduli.

### La Misericordia di Allah
Versetti 20-24: Si enfatizza la misericordia di Allah verso i credenti e la promessa di ricompensa per coloro che perseverano nella fede e nella devozione. Si invita alla gratitudine verso Allah per le Sue benedizioni e la Sua misericordia.

### Invito alla Fede e alla Sottomissione
Versetti 25-29: Viene ribadito l'invito alla fede e alla sottomissione a Allah. Si esorta i credenti a seguire la via retta e a adorare solo Allah, riconoscendo il Suo potere e la Sua misericordia.

## Analisi
La Sura Al-Fath offre un resoconto della vittoria ottenuta dai musulmani nella Conquista di Mecca e affronta vari temi legati alla fede, alla lealtà e alla preparazione per la guerra santa (jihad). Attraverso la narrazione della vittoria divina e dell'alleanza con Allah e il Suo Profeta, la sura incoraggia i credenti alla fedeltà e alla perseveranza nella loro causa.
Inoltre, la sura mette in guardia contro l'ipocrisia degli increduli e invita alla gratitudine verso Allah per le Sue benedizioni e la Sua misericordia. È un richiamo alla fede, alla sottomissione e alla determinazione nei confronti della via retta.